# ViViD
ViViD – japoński rockowy zespół visual kei z Tokio. Został założony w marcu 2009 roku i obecnie współpracują z wytwórnią Epic Records. 28 stycznia 2015 roku zespół ogłosił, że po ostatnim przystanku ostatniej trasy koncertowej w kwietniu grupa zostanie rozwiązana. Pod koniec 2024 roku zespół ogłosił solowy koncert, który odbędzie się 22 marca 2025 roku w Tokyo Garden Theater.

## Członkowie
- Shin (jap. シン) – wokal
- Reno (jap. 零乃) – gitara
- Ryoga (jap. 怜我) – gitara
- Iv (jap. イヴ) – gitara basowa
- Ko-ki – perkusja, DJ

## Dyskografia

### EPs
- THE ViViD COLOUR (21 października 2009)

### Albumy studyjne
- INFINITY (27 czerwca 2012)

### Single
- Take-off (8 lipca 2009)
- Dear (19 sierpnia 2009)
- Across The Border (17 lutego 2010)
- PRECIOUS (7 lipca 2010)
- "Yume" ~Mugen no Kanata~ (jap. 「夢」〜ムゲンノカナタ〜) (19 stycznia 2011)
- BLUE (13 lipca 2011)
- FAKE (9 listopada 2011)
- message (11 stycznia 2012)
- REAL (16 maja 2012)
- ANSWER (24 kwietnia 2013)
- Hikari (jap. 光-HIKARI-) (5 lutego 2014)
- Thank you for all/From the beginning (28 stycznia 2015)

### DVD
- –Indīzurasuto– ViViD ONEMAN LIVE "Kōsai GENESIS" (jap. –インディーズラスト–ViViD ONEMAN LIVE「光彩GENESIS」) 2010.12.27 C.C.Lemon Hall (20 kwietnia 2011)